# Præsidentvalget i USA 1868
Præsidentvalget i USA 1868 var det 21. præsidentvalget, der blev afholdt tirsdag d. 3. november 1868. I det første præsidentvalg under rekonstruktionstiden besejrede den republikanske kandidat Ulysses S. Grant sin demokratiske modkandidat Horatio Seymour. Det var det første præsidentvalg, der fandt sted efter afslutningen af den amerikanske borgerkrig og afskaffelsen af slaveriet. Det var det første valg, hvor afroamerikanere kunne stemme i de rekonstruerede Sydstater.
Den siddende præsident Andrew Johnson var kommet til magten i 1865 efter mordet på Abraham Lincoln, en republikaner. Johnson, en såkaldt krigsdemokrat fra Tennessee, havde fungeret som Lincolns vicepræsident i 1864 på National Union-kandidatliste, som var designet til at tiltrække republikanere og krigsdemokrater. I forbindelse med sin tiltrædelse som præsident stødte Johnson sammen med den republikanske kongres vedrørende spørgsmål om diverse rekonstruktionspolitikker. Han blev ligeledes ført for en rigsret og næsten fjernet fra embedet. Johnson modtog en vis støtte til endnu en valgperiode ved det demokratiske konvent i 1868, men efter adskillige afstemninger nominerede konventet Seymour, som tidligere havde fungeret som guvernør i New York. Den republikanske konvent i 1868 nominerede enstemmigt Grant, som havde været den højest rangerende unionsgeneral ved slutningen af borgerkrigen. Demokraterne kritiserede den republikanske rekonstruktionspolitik og førte "eksplicit en valgkampagne på en anti-sort, pro-hvid platform", mens republikanerne førte kampagne om Grants popularitet og Unionens sejr i borgerkrigen.
Grant vandt en overbevissende sejr i valgmandskollegiet, mens hans margin i forhold til den nationale folkeafstemning var noget mindre overbevisende. Ud over sin appel i Norden nød Grant godt af stemmer blandt de nyligt berettigede frihedsberøvede i Syden, mens den midlertidige politiske frakendelse af mange sydlige hvide hjalp republikanske marginer. Da tre af de tidligere konfødererede stater (Texas, Mississippi og Virginia) endnu ikke var blev godkendt tilbage i Unionen, kunne deres vælgere ikke stemme ved valget.

## Fodnoter
1. ↑  "Voter Turnout in Presidential Elections". The American Presidency Project. UC Santa Barbara.
2. ↑  Tali Mendelberg (2001), The Race Card: Campaign Strategy, Implicit Messages, and the Norm of Equality, Princeton University Press, pg. 45-46

## Eksterne links
- Præsidentvalg i 1868 fra Library of Congress
- 1868 vælgerstemmer efter valgdistrikt
- 1868 Delstat-for-delstat: vælgerstemmer Arkiveret 17. maj 2008 hos  Wayback Machine
- "Hvor tæt var det amerikanske præsidentvalg?" — Michael Sheppard, Massachusetts Institute of Technology, 2012
- Præsidentvalget i 1868 - optælling af vælgerstemmer Arkiveret 6. oktober 2017 hos  Wayback Machine